# Abschnittsbefestigung Michelsberg

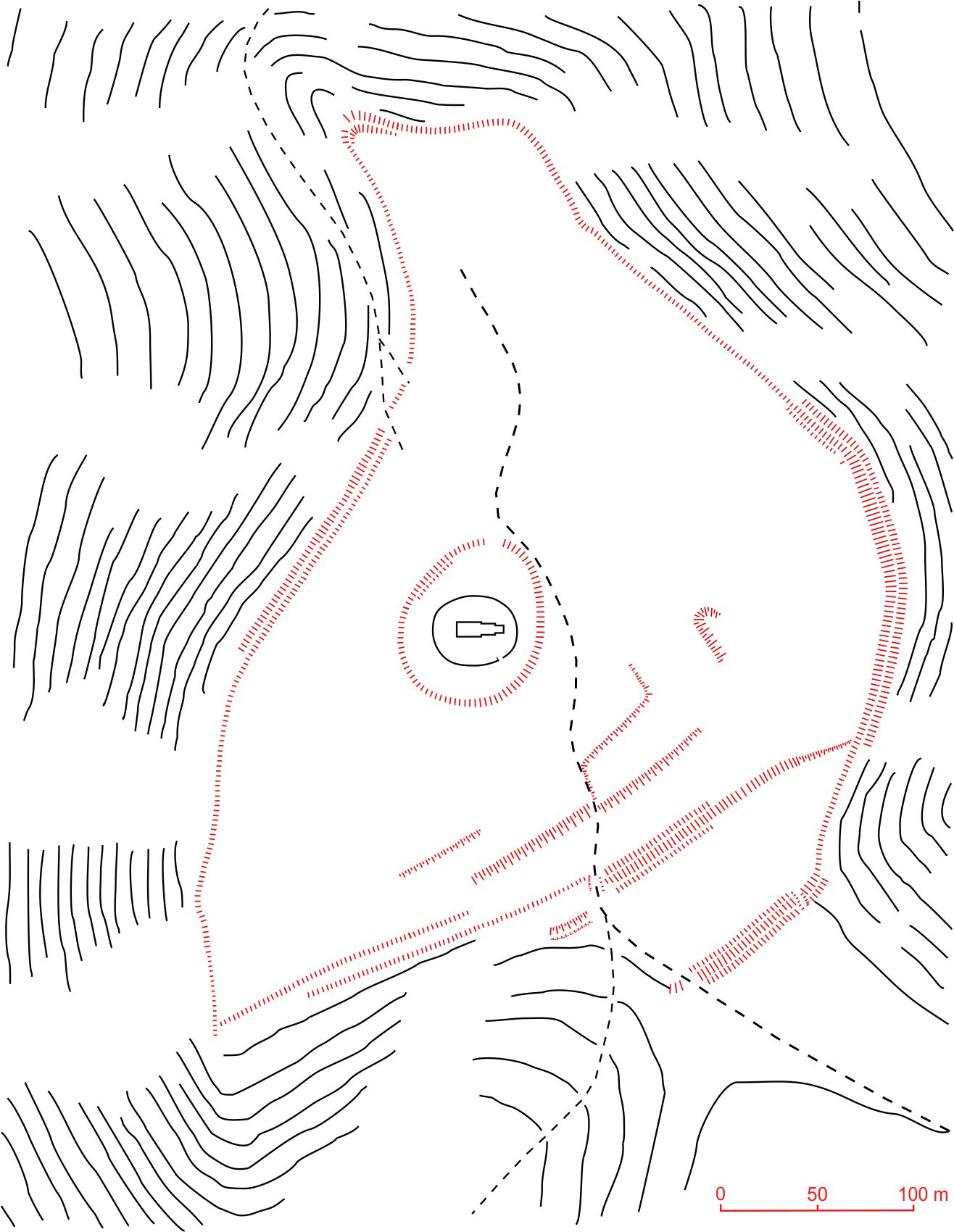
Michelsberg bei Münnerstadt

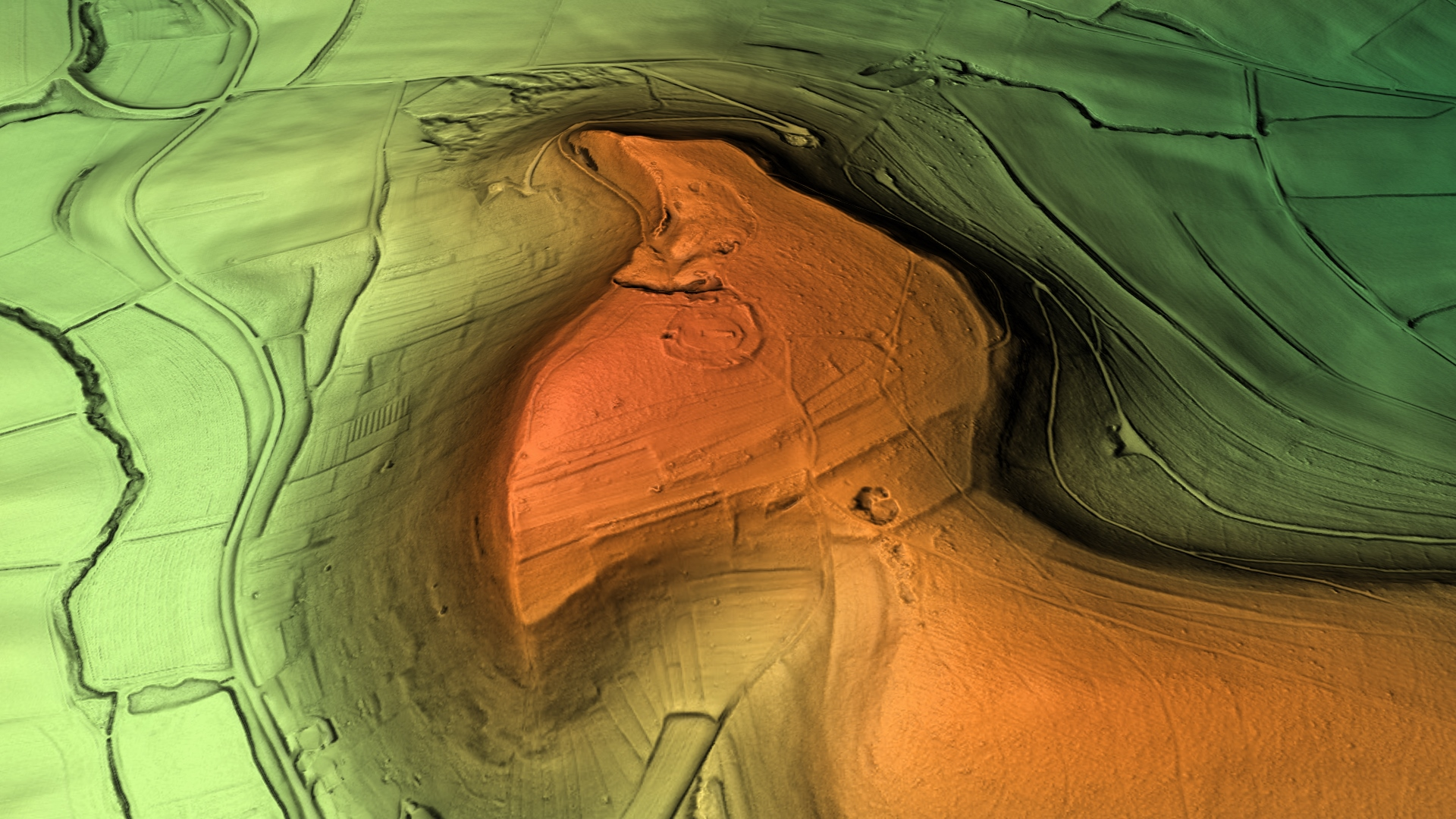
3D-Ansicht des digitalen Geländemodells

Die Abschnittsbefestigung Michelsberg, auch Grapfeldonoburg genannt, ist eine vorgeschichtliche und frühmittelalterliche Abschnittsbefestigung auf dem Michelsberg bei Burghausen, einem heutigen Stadtteil von Münnerstadt im Landkreis Bad Kissingen in Bayern.
Die Höhenburg, von der noch Wälle und Gräben erhalten sind, wurde etwa im 6. bis 7. Jahrhundert als Fliehburg erbaut und 812 erwähnt.

## Beschreibung
Der Michelsberg erhebt sich als nach Norden vorgeschobener Sporn einer Muschelkalkhochfläche zwischen den beiden Münnerstädter Stadtteilen Burghausen und Reichenbach. Er überragt mit seinen im Westen, Norden und Osten steil abfallenden Hängen die Niederung des Baches Reichenbach um etwa 100 m. Der einst den Übergang zur Hochfläche schützende Abschnittswall (ca. 100 m lang, 4 m breit und bis zu 1,5 m hoch) ist nur noch als Terrassenkante zu erkennen (s. Bild rechts oben). Ihm ist ein flacher Graben vorgelagert. West-, Nord- und Osthang sind zum Teil künstlich abgesteilt, Reste eines Hanggrabens sind vereinzelt noch zu erkennen. Ein das Plateau umgebendes Wall-Graben-System ist zu vermuten.
An der höchsten Stelle des Plateaus erhebt sich die Ruine der Michelskapelle. Diese und der zugehörige Friedhof liegen in einer weiteren, wohl verstürzten Umwallung, die im Innern ein Mauerwerk in Fischgrätmuster aufweisen soll (s. Bild rechts unten). Die Zeitstellung dieser Umwallung ist nicht bekannt.

## Datierung
Wann erstmals Wälle auf dem Michelsberg angelegt wurden, lässt sich nicht eindeutig fassen. Die letzte Ausbauphase der Wallanlage dürfte jedoch im frühen Mittelalter als spätmerowingische oder karolingisch/ottonische Befestigung angelegt worden sein. Auch wenn es Lesefunde gibt, die den Zeitrahmen vom 2. Jt. v. Chr. bis zum 8./9. Jh. n. Chr. erstrecken, so lässt dies nicht auf eine kontinuierliche Besiedlung schließen.

## Grapfeldonoburgoder nicht?
In den Wallanlagen wird häufig die Grapfeldonoburg gesehen. Leider ist über diese nur in einer überlieferten Urkunde genannte Burg nichts bekannt. Der Text dieser Urkunde (vom 15. Dezember 812) lautet:
„Ego in dei nomine Sigiram dono atque trado ad monasterium quod dicitur Fulda ubi preciosus Christi martyr Bonifatius sacro requiescit corpore quicquid pater meus Saluram atque mater mea Umma propriae hereditatis uisi sunt habere excepto uno prato in pago Grapfelde in loco qui dicitur Munirichesstat in orientali parte Grapfeldono burgi ea uidelicet ratione ut a die presente uos uel successores uestri firmam et incontradictam habeatis potestatem, facta karta in monasterio Fulda XVIII. kalendas ianuarias regni serenissimi imperatoris Karoli anno XLV. † sign. Sigirammes qui hanc traditionis kartulam rogauit † Hruadharti presbyteri † sign. Haduriches † sign. Grimoltes † sign. Cancures † sign. Ernustes † sign. Hagunen † sign. Luoten † sign. Heriboten † sign. Arnhelmes.“
„Im Namen Gottes schenke und übergebe ich, Sigiram, an das Kloster, welches Fulda genannt wird, wo der Leichnam des wertvollen Märtyrer Christi, des heiligen Bonifatius ruht, alles, was mein Vater Saluram und auch meine Mutter Umma als ihr eigenes Erbe gesehen haben, mit Ausnahme einer Wiese im Grapfeld-Gau, an dem Ort, der Munirichesstat [= Münnerstadt] genannt wird, im östlichen Teil der Grapfeldono Burg, aus dem Grunde, dass vom heutigen Tag an ihr oder auch eure Nachfolger, dauerhaft und unwiderruflich die Amtsgewalt darüber habt. Die Urkunde wurde erstellt im Kloster Fulda, an den 18. Kalenden des Januars, im 45. Herrschaftsjahr des serenissimi Kaisers Karl [= 15. Dezember 812]. † Signum des Sigiram, der diese Schenkungsurkunde in Auftrag erbeten hat † des Priesters Rudhart † Signum des Hadurich † Signum des Grimolt † Signum des Cancur † Signum des Ernst † Signum des  Hagen † Signum des Luot † Signum des Heribot † Signum des Arnhelm“
Lokalisierung
Für die in Urkunde genannte Grapfeldonoburg gab es zwei Lokalisierungsvorschläge. Während Nikolaus Reininger sie am Platz der Hennebergischen Burg in Münnerstadt ansiedeln möchte, ist weit häufiger die Meinung vertreten, die Grapfeldonoburg sei in den Befestigungsanlagen auf dem Michelsberg zu sehen. Gegen die Lokalisierung in Münnerstadt spricht vor allem, dass das in der Urkunde genannte Munirichesstat nordwestlich der mittelalterlichen Stadt lag. Da sich aus der Urkunde nur sicher festhalten lässt, dass die Grapfeldonoburg im Umfeld von Münnerstadt gelegen haben muss, ist auch die Lokalisierung auf dem Michelsberg nicht sicher. Daher bietet Stefan Gerlach weitere, im Umkreis von bis zu 3 km von Münnerstadt gelegene, ebenfalls mit Wall-Graben-Systemen befestigte Höhenrücken als mögliche Kandidaten (Windsburg bei Münnerstadt und Kleiner Höhberg bei Burglauer) für die Grapfeldonoburg an. Allerdings liegt der Kleine Höhberg nördlich von Münnerstadt, weshalb es bei ihm eine Diskrepanz zur bezüglich der in der Urkunde genannten Ortsangabe im östlichen Teil der Grabfeldono Burg, weshalb nur die Windsburg als Alternative zur Abschnittsbefestigung Michelsberg für die Grabfeldono Burg bliebe.